# 加利福尼亚街 (旧金山)

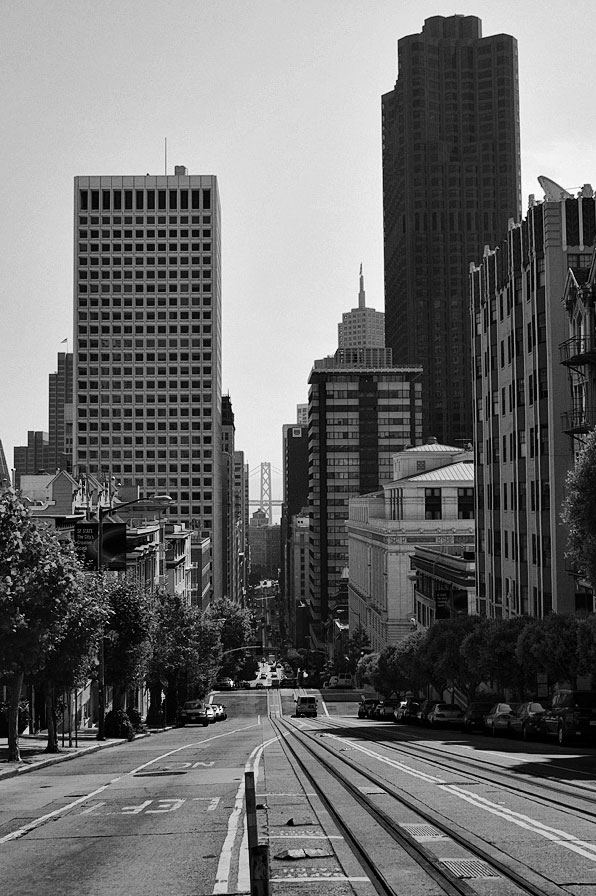
加利福尼亚街

加利福尼亚街（California Street）是美国旧金山最长、最重要的街道之一，东西走向，长5.2英里，跨54个街块，它的东端开始于市场街和 Spear Street 交叉路口，内河码头中心（Embarcadero Center）凯悦酒店前，距离渡轮大厦只有一个街块。随后穿过旧金山金融区、诺布山，经过下太平洋高地（Lower Pacific Heights）、劳雷尔高地（Laurel Heights）和湖区。这条街在在康沃尔街（Cornwall Street）和第七大道路口轻微弯曲，然后平行经过普雷西迪奥（Presidio）边缘的列治文区（Richmond District），最后到达西部尽头（32大道），是位于该市西北角的林肯公园。 
从范尼斯大道（Van Ness Avenue）向西至32大道，是第一条穿越美国的公路林肯公路的一部分。
这条街全程4至6车道，从市场街东段到范尼斯大道还通行缆车。

## 地标
- 内河码头中心（Embarcadero Center）
- 加利福尼亚街50号
- 加利福尼亚街101号
- 加利福尼亚街150号
- 加利福尼亚街345号 文华东方酒店集团
- 加利福尼亚街555号 美洲银行中心
- 加利福尼亚街580号
- 加利福尼亚街650号 哈特福德大厦（Hartford Building）
- Stockton街600号 丽嘉酒店（Ritz Carlton）
- 加利福尼亚街905号 斯坦福万丽酒店（Stanford Court Hotel）
- 鲍威尔街800号 （大学俱乐部）
- 费尔蒙特酒店（Fairmont Hotel）
- 加利福尼亚街999号 马克霍普金斯酒店（Mark Hopkins Hotel）
- 加利福尼亚街1000号 太平洋联盟俱乐部（Pacific-Union Club）
- 加利福尼亚街1075号 亨廷顿酒店（Huntington Hotel）
- 加利福尼亚街1111号 共济会中心（Masonic Center）
- 亨廷顿公园
- 恩典座堂（Grace Cathedral）
- 加州太平洋医疗中心（California Pacific Medical Center）